# نبرد همدان
نبرد همدان نبردی بود بین سپاهیان امین عباسی به رهبری عبدالرحمان جبله و سپاهیان مأمون عباسی به رهبری طاهر پوشنگی در نزدیکی همدان که به شکست قوای امین انجامید.
سپاهیان امین بیست هزار نفر بودند که در دو نوبت جنگیدند و شکست خوردند. سپس همدان به دست طاهر فتح شد. (سال ۱۹۵ هجری قمری)